# Молочай волосистый
Молоча́й волоси́стый, или Молоча́й желте́ющий (лат. Euphorbia pilosa) — травянистое многолетнее растение рода Молочай (Euphorbia) семейства Молочайные (Euphorbiaceae). Ядовитое растение.

## Ботаническое описание
Растение высотой 30-80(100) см.
Корень веретенообразный, клубневидный, иногда похожий по форме на фигуру человека.
Стебли одиночные или иногда в числе 2—3, опушённые (особенно в верхней части) длинными белыми отстоящими волосками, наверху ветвистые, с многочисленными пазушными цветоносами, но без нецветущих ветвей.
Низовые листья чешуевидные, продолговатые, тупые, бурые; стеблевые листья сидячие, кверху несколько возрастающие и гуще расположенные, из суженного или округлённого основания продолговато-обратнояйцевидные, (3)5-12 см длиной, наиболее широкие выше середины, 1-3,5 см шириной, кроме коротко-заострённых верхних, тупые, почти цельнокрайные, только у верхушки мелкопильчатые, плёнчатые, опушённые (особенно снизу и в молодом состоянии) отстоящими волосками или, реже, почти голые.
Соцветия щитковидные. Верхушечные цветоносы в числе немногих, короткие, малозаметные; пазушные цветоносы, как и верхушечные, на конце трёхраздельные, а затем ещё двураздельные. Верхние стеблевые листья (под цветоносами) и листочки обёртки при цветении жёлтые, затем обычно зеленеющие; листочки обёрточек мелкие, эллиптические или обратнояйцевидные, при цветении жёлтые, нижние — по три, неодинаковой величины, верхние мелкие, большей частью по два; бокальчик широко-колокольчатый, 4—5 мм в диаметре, снаружи голый, внутри шерстистый, с округло-яйцевидными, притуплёнными голыми лопастями. Нектарники поперечно-эллиптические, золотисто-жёлтые, впоследствии буреющие. Столбики 1-1,3 мм длиной, внизу примерно на 1/3 длины сросшиеся, наверху на 1/4-1/3 длины рассечённые. Рыльца верхушечные, утолщённые, дисковидно расширенные.
Трёхорешник шаровидный, около 4 мм в диаметре, не бороздчатый, с тёмно-красными, 1,5—2 мм длиной, шиловидно-коническими выростами. Семена около 2,5 мм длиной, сжато-яйцевидные, тёмно-бурые, гладкие, с наклонённым, приплюснутым, почти сидячим придатком.
Вид описан из Западной Сибири, между Иртышом и Енисеем.

## Распространение и экология
Встречается в Западной Сибири: бассейн Оби (на юго-востоке) и Иртыша (на востоке), Алтай; Восточной Сибири: бассейн Енисея (на юго-западе), Ангаро-Саянский район; в Восточном Казахстане: хребет Тарбагатай и в Монголии.
Растёт в негустых темнохвойных, смешанных и берёзовых лесах, по их опушкам, в поймах рек, на субальпийских лугах.
На Алтае встречается от западных предгорий горы Синюхи на Колывани к югу и востоку до Телецкого озера и далее до верховьев рек Курая, Ачика и Машей.

## Химический состав
В молочае волосистом содержатся дитерпены, кумарины, антрахиноиды, флавоноиды и алкалоиды.

## Значение и применение
По наблюдениям в Средней Азии скотом не поедается. На Алтае отмечено удовлетворительное поедание маралом.
Млечный сок из молочая волосистого применяют наружно при кожных болезнях, канцерогенных язвах и для удаления бородавок.
Староверы-кержаки на Алтае применяют молочай волосистый для изгнания паразитов и глистов из печени и кишечника.

## Таксономия
|  |                                      |  |                                                             |                                                             |                      |  | ещё 36 семейств (согласно Системе APG II), в том числе Маковые | ещё 36 семейств (согласно Системе APG II), в том числе Маковые |                         |  |  |  | ещё ≈2000 видов |
|  |                                      |  |                                                             |                                                             |                      |  | ещё 36 семейств (согласно Системе APG II), в том числе Маковые | ещё 36 семейств (согласно Системе APG II), в том числе Маковые |                         |  |  |  | ещё ≈2000 видов |
|  |                                      |  |                                                             | порядок Мальпигиецветные                                    |                      |  |                                                                |                                                                | род Молочай (Euphorbia) |  |  |  |                 |
|  |                                      |  |                                                             | порядок Мальпигиецветные                                    |                      |  |                                                                |                                                                | род Молочай (Euphorbia) |  |  |  |                 |
|  | отдел Цветковые, или Покрытосеменные |  |                                                             |                                                             | семейство Молочайные |  |                                                                |                                                                | вид Молочай волосистый  |  |  |  |                 |
|  | отдел Цветковые, или Покрытосеменные |  |                                                             |                                                             | семейство Молочайные |  |                                                                |                                                                |                         |  |  |  |                 |
|  |                                      |  | ещё 44 порядка цветковых растений (согласно Системе APG II) | ещё 44 порядка цветковых растений (согласно Системе APG II) |                      |  |                                                                | ещё >300 родов                                                 | ещё >300 родов          |  |  |  |                 |
|  |                                      |  |                                                             | ещё 44 порядка цветковых растений (согласно Системе APG II) |                      |  |                                                                |                                                                | ещё >300 родов          |  |  |  |                 |